# Sanislău
Sanislău (in ungherese Szaniszló, in tedesco Stanislau) è un comune della Romania di 3 637 abitanti, ubicato nel distretto di Satu Mare, nella regione storica della Transilvania. 
Il comune è formato dall'unione di 3 villaggi: Horea, Marna Nouă, Sanislău.
Nel 2004 si sono staccati da Sanislău i villaggi di Berea, Ciumeşti e Viişoara, andati a formare il comune di Ciumești.